# Zialonyja Łuki
Zialonyja Łuki (biał. Зялёныя Лукі; ros. Зелёные Луки, Zielonyje Łuki; pol. hist. Zielone Łuki) – wieś na Białorusi, w obwodzie homelskim, w rejonie homelskim, w sielsowiecie Uryckaje.
W XIX i w początkach XX w. położone były w Rosji, w guberni mohylewskiej, w powiecie homelskim. Następnie w granicach Związku Sowieckiego. Od 1991 w niepodległej Białorusi.